# درة اسبر (مقاطعة دورود)
درة اسبر (بالفارسية: دره اسبر) هي قرية تقع في قسم حشمت‌آباد الريفي (مقاطعة دورود) في إيران. يقدر عدد سكانها بـ 183 نسمة بحسب إحصاء 2016.